# Tobias Eder (Eishockeyspieler)
Tobias „Tobi“ Eder (* 4. März 1998 in Tegernsee; † 29. Januar 2025) war ein deutscher Eishockeyspieler, der im Verlauf seiner aktiven Karriere zwischen 2015 und 2024 unter anderem 296 Spiele für den EHC Red Bull München, die Düsseldorfer EG und Eisbären Berlin in der Deutschen Eishockey Liga (DEL) auf der Position des Centers bestritten hat. Mit den Eisbären Berlin gewann Eder im Jahr 2024 die deutsche Meisterschaft. Sein älterer Bruder Andreas ist ebenfalls professioneller Eishockeyspieler.

## Karriere
Eder spielte während seiner Juniorenzeit zunächst für den TEV Miesbach und ab dem Sommer 2010 für den Nachwuchs des EC Bad Tölz, deren U16-Mannschaft aus der Schüler-Bundesliga er in den Jahren 2013 und 2014 jeweils zum Gewinn der Deutschen Schülermeisterschaft führte. In der Saison 2012/13 war der Mittelstürmer sowohl Topscorer der Vorrunde als auch der Playoffs. Im Verlauf der Spielzeit 2013/14 wurde der 15-Jährige in die U19-Mannschaft des Klubs berufen, die in der Deutschen Nachwuchsliga (DNL) beheimatet war. Dort avancierte das Talent in der Saison 2014/15 ebenfalls zum Topscorer in Süd-Vorrundengruppe des Wettbewerbs. Darüber hinaus war er auch bester Torschütze der Süd-Gruppe und wurde folglich am Saisonende zum DNL-Spieler des Jahres ernannt.

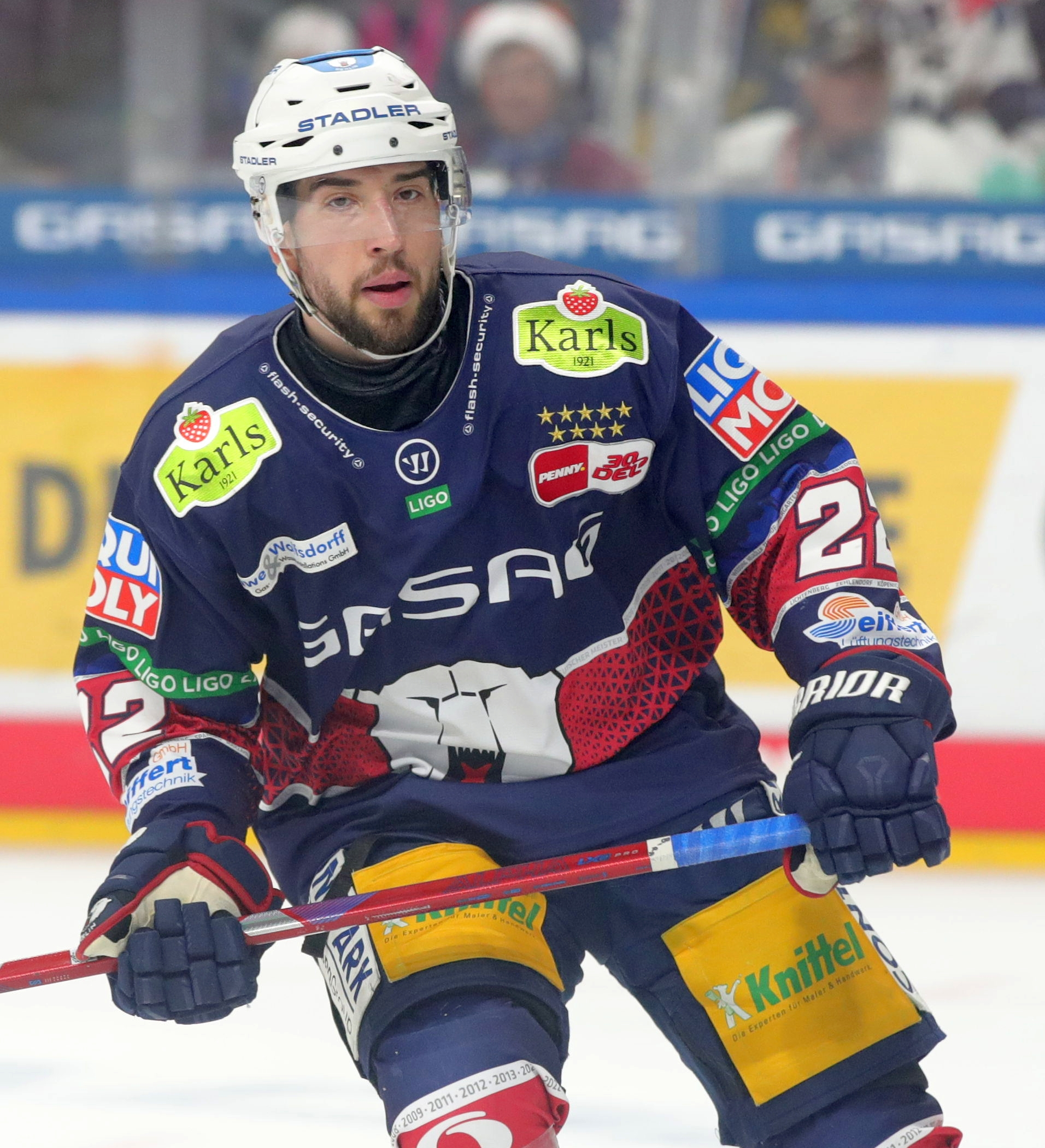
Eder im Trikot der Eisbären Berlin (2023)

Anschließend wurde er vom EHC Red Bull München aus der Deutschen Eishockey Liga (DEL) unter Vertrag genommen, aber weiterhin an seinen Ausbildungsklub ausgeliehen. Im Verlauf des Spieljahres 2015/16 debütierte Eder im Profikader der Bad Tölzer in der drittklassigen Oberliga. Mit 24 Scorerpunkten in 30 Spielen hinterließ er dort einen bleibenden Eindruck und wurde zudem mit einem Einsatz beim SC Riessersee in der DEL2 belohnt, bei dem ihm ebenfalls ein Treffer gelang. Zur weiteren Entwicklung wechselte Eder im Sommer 2016 in einem weiteren Leihgeschäft in die von der Red Bull GmbH unterstützten Nachwuchsakademie des österreichischen Klubs EC Red Bull Salzburg. In den folgenden zwei Jahren spielte der Deutsche dort mit den RB Hockey Juniors in der Alps Hockey League und der finnischen Nuorten SM-liiga. In der Saison 2017/18 kam er zudem zu einem Einsatz bei seinem eigentlichen Vertragsklub EHC Red Bull München in der DEL, der ihn vor der Spielzeit 2018/19 wieder nach Deutschland holte. Ausgestattet mit einer Förderlizenz kam er im Verlauf des Spieljahres zu 31 DEL-Einsätzen, während er darüber hinaus in 22 Partien für den SC Riessersee in der Oberliga auflief und den insolventen Klub mit seinen Treffern in der Verzahnungsrunde vor dem Abstieg in die Bayernliga bewahrte. Mit München wurde er in der DEL derweil Vizemeister.
Trotz der positiven Entwicklung suchte Eder zur Saison 2019/20 eine neue Herausforderung und unterzeichnete im Mai 2019 einen Zweijahresvertrag beim DEL-Ligakonkurrenten Düsseldorfer EG. Nach einem schwierigen ersten Jahr bei den Rheinländern mit lediglich sechs Scorerpunkten verdreifachte der Mittelstürmer seine Ausbeute in der durch die COVID-19-Pandemie geprägten Spielzeit 2020/21. Ab der Saison 2021/22, vor der sein Vertrag um zwei Jahre verlängert worden war, entwickelte sich der gebürtige Bayer zum Leistungsträger und Führungsspieler bei den Düsseldorfern. Mit seinen Leistungen und einer Karrierebestmarke von 36 Scorerpunkten machte er die Eisbären Berlin auf sich aufmerksam, die sich seine Dienste im April 2023 für zunächst zwei Jahre sicherten. Gleich in seinem ersten Jahr bei den Eisbären gewann Eder mit der Mannschaft die deutsche Meisterschaft. In der Hauptrunde hatte er mit 22 Treffern seinen persönlichen Bestwert um vier Tore überboten.

### International

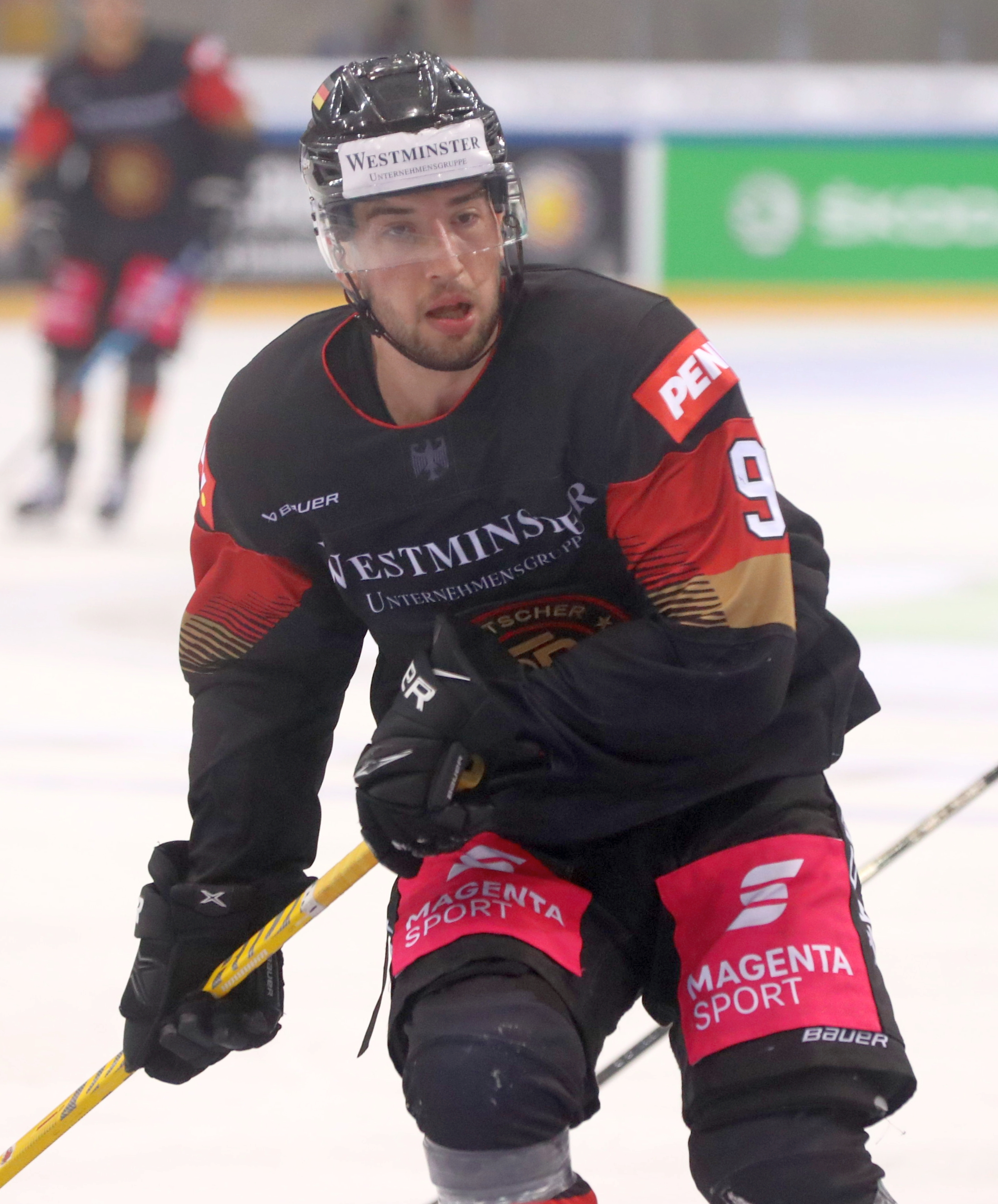
Eder als Spieler der deutschen Nationalmannschaft (2022)

Auf internationaler Ebene kam Eder ab der Spielzeit 2013/14 für die Juniorennationalmannschaften des Deutschen Eishockey-Bundes zu Einsätzen. In der Folge absolvierte er mit der U17-Auswahl die World U-17 Hockey Challenge im Januar 2014. Ein Jahr später folgte die U18-Junioren-Weltmeisterschaft 2015, bei der er trotz drei eigenen Treffern den Abstieg der deutschen U18-Mannschaft in die Division IA nicht verhindern konnte. Im Jahr 2016 nahm der Stürmer sowohl an der U20-Junioren-Weltmeisterschaft als auch der U18-Junioren-Weltmeisterschaft in der Division IA teil. Bei den U18-Junioren fungierte er dabei als Mannschaftskapitän. Der Aufstieg in die Top-Division gelang mit beiden Teams jedoch nicht. Weitere Auftritte mit dem deutschen U20-Nationalteam absolvierte der Angreifer bei den Junioren-Weltmeisterschaften der Division IA der Jahre 2017 und 2018, als er jeweils sechs Scorerpunkte sammelte, der Aufstieg aber beide Male nicht gelang.
Zu seinem Debüt in der A-Nationalmannschaft kam Eder im Verlauf der Saison 2020/21, als er im April 2021 von Bundestrainer Toni Söderholm in den Kader zur Vorbereitung auf die Weltmeisterschaft 2021 eingeladen wurde. Am WM-Turnier nahm er jedoch nicht teil, bestritt mit dem deutschen Team in den Jahren 2021, 2022 und 2023 aber den Deutschland Cup. Bei der Weltmeisterschaft 2024 gehörte der Stürmer erstmals zum deutschen Aufgebot und erzielte dabei bei drei Einsätzen einen Treffer. In insgesamt 27 Länderspielen zwischen 2021 und 2024 punktete Eder neunmal, darunter fünf Tore.

## Erkrankung und Tod

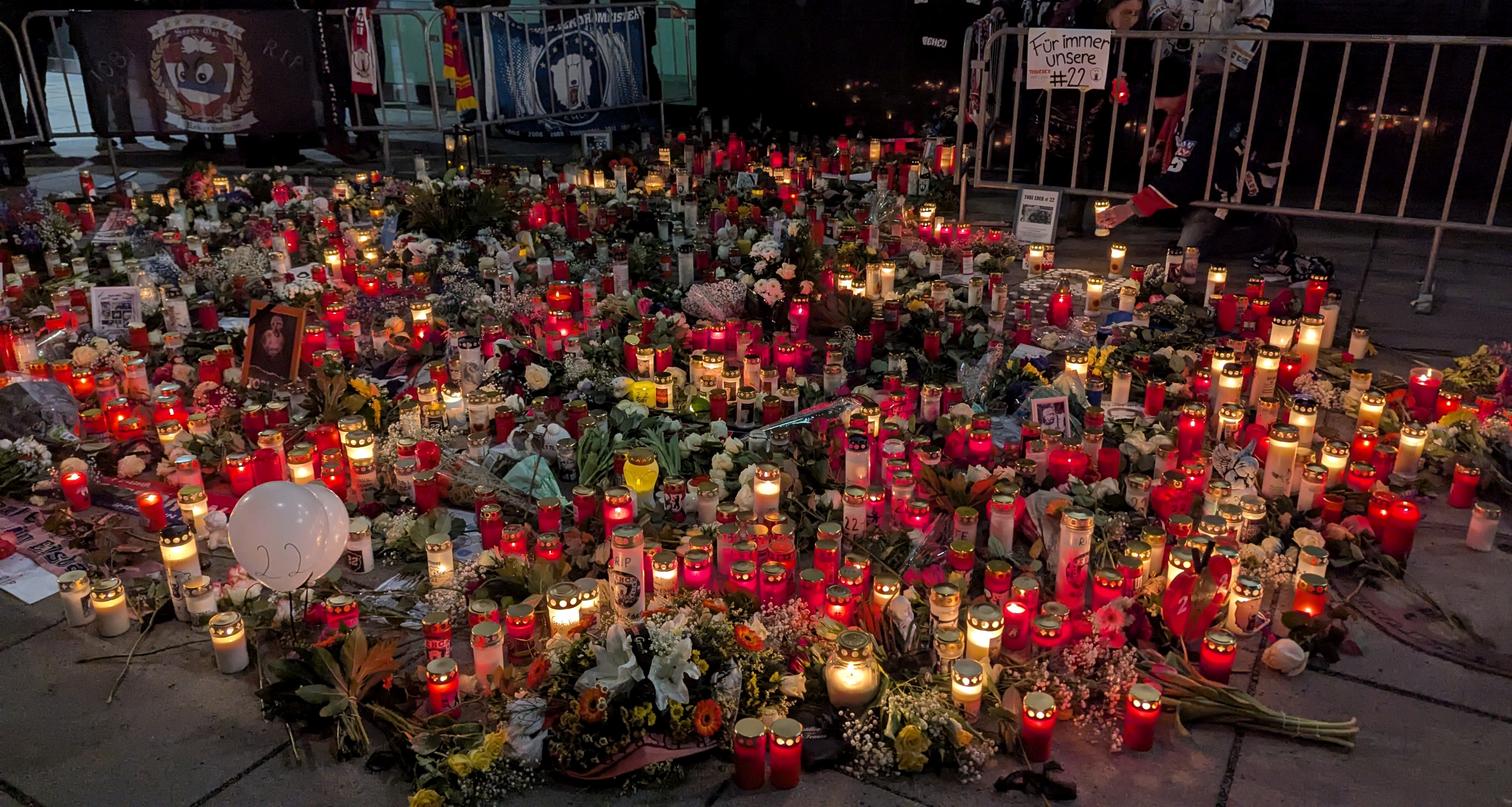
Gedenken an Tobias Eder an der Berliner Uber Arena nach dem Trauermarsch der Eisbären-Fans am 31. Januar 2025

Im August 2024 wurde bei Eder im Rahmen einer routinemäßigen sportmedizinischen Untersuchung seines Arbeitgebers Eisbären Berlin vor der bevorstehenden Eishockeysaison ein bösartiger Tumor diagnostiziert, woraufhin er sich zur weiteren Behandlung umgehend aus dem Spielbetrieb zurückzog. Trotz der Behandlung hielt Eder weiterhin Kontakt zur Mannschaft und nahm auch bis kurz vor Weihnachten öffentliche Auftritte wahr. Sein Gesundheitszustand verschlechterte sich ab Dezember derartig, dass Ende Januar 2025 ein Ligaspiel seines Klubs auf Antrag verlegt wurde, da sich seine Teamkollegen nicht imstande sahen, die Partie vor dem Hintergrund von Eders Zustand zu bestreiten. Tobias Eder starb am 29. Januar 2025 im Alter von 26 Jahren an Speiseröhrenkrebs.

## Erfolge und Auszeichnungen
| - 2013 Deutscher Schülermeister mit dem EC Bad Tölz - 2013 Topscorer der Schüler-Bundesliga-Vorrunde - 2013 Topscorer der Schüler-Bundesliga-Playoffs - 2014 Deutscher Schülermeister mit dem EC Bad Tölz - 2015 DNL-Spieler des Jahres | - 2015 Topscorer der DNL-Vorrunde, Gruppe Süd - 2015 Bester Torschütze der DNL-Vorrunde, Gruppe Süd - 2019 Deutscher Vizemeister mit dem EHC Red Bull München - 2024 Deutscher Meister mit den Eisbären Berlin |

## Karrierestatistik

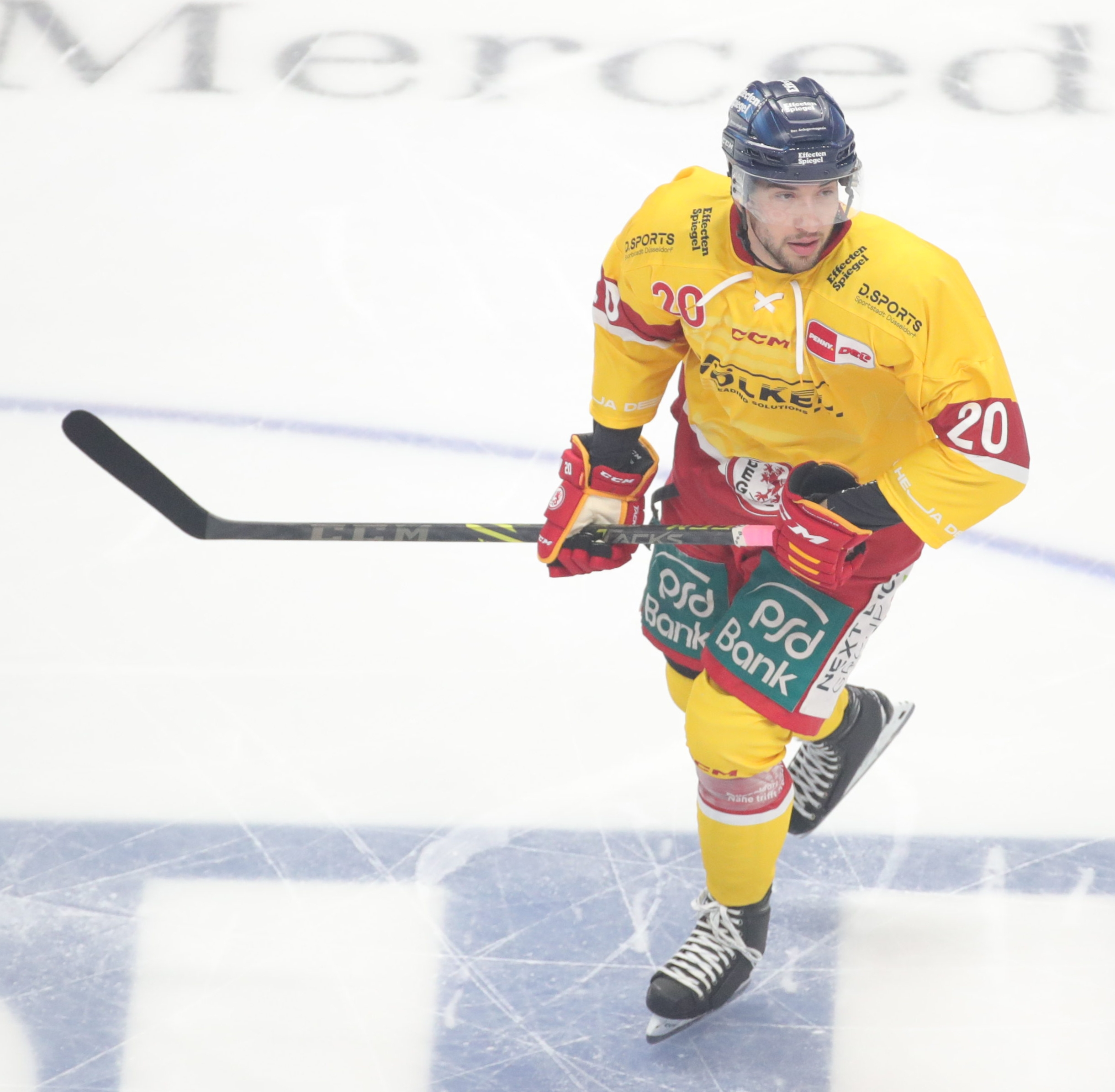
Eder im Einsatz für die Düsseldorfer EG (2022)

### International
Vertrat Deutschland bei:
| - World U-17 Hockey Challenge Januar 2014 - U18-Junioren-Weltmeisterschaft 2015 - U20-Junioren-Weltmeisterschaft der Division IA 2016 - U18-Junioren-Weltmeisterschaft der Division IA 2016 | - U20-Junioren-Weltmeisterschaft der Division IA 2017 - U20-Junioren-Weltmeisterschaft der Division IA 2018 - Weltmeisterschaft 2024 |

(Legende zur Spielerstatistik: Sp oder GP = absolvierte Spiele; T oder G = erzielte Tore; V oder A = erzielte Assists; Pkt oder Pts = erzielte Scorerpunkte; SM oder PIM = erhaltene Strafminuten; +/− = Plus/Minus-Bilanz; PP = erzielte Überzahltore; SH = erzielte Unterzahltore; GW = erzielte Siegtore; 1 Play-downs/Relegation; Kursiv: Statistik nicht vollständig)